# Závist (Lavičky)
Závist (německy Zawist) je část obce Lavičky v okrese Žďár nad Sázavou. Nachází se asi 1,5 km na sever od centra Laviček. V roce 2001 zde trvale žilo 53 obyvatel. V roce 2009 zde bylo evidováno 24 adres.
Závist patří do katastrálního území Závist u Velkého Meziříčí o rozloze 0,98 km2.
Závist leží při SV a JV břehu Závistského rybníka o katastrální výměře 14,8 ha, napájeném jedním z drobných pravých přítoků řeky Oslavy.

## Historie
První písemná zmínka o Závisti pochází z 18. století.
V letech 1869–1910 měla název Závisť a byla osadou obce Netín v okrese Velké Meziříčí. V letech 1921–1950 byla Závist osadou obce Kochánov v témže okrese. V letech 1961–1980 byla částí obce Lavičky v okrese Žďár nad Sázavou. Od 1. července 1980 do 31. prosince 1991 byla částí obce Velké Meziříčí v okrese Žďár nad Sázavou. Od 1. ledna 1992 je částí obce Lavičky.
- Počet obyvatel osady Závisť: 101 (r. 1869), 79 (r. 1880), 82 (r. 1890), 83 (r. 1900), 83 (r. 1910)
- Počet obyvatel osady Závist: 78 (r. 1921), 86 (r. 1930), 70 (r. 1950)
- Počet obyvatel Závisti, částí obce Lavičky: 85 (r. 1961)[7]

## Pamětihodnosti
- Zvonička

## Rodáci
- Mons. Bohuslav Brabec, kaplan Jeho Svatosti, farář v Radostíně nad Oslavou